# Achter-Drempt
Achter-Drempt est un village appartenant à la commune néerlandaise de Bronckhorst. Le village compte environ 500 habitants.